# Cambser See
Cambser See är en insjö i det tyska förbundslandet Mecklenburg-Vorpommern. Sjön är belägen öster om sjön Schweriner See i distriktet Ludwigslust-Parchim. 
Norr om Cambser See finns orten Cambs, som har givit namn åt sjön.